# Quercus garryana
Quercus garryana Douglas ex Hook. – gatunek roślin z rodziny bukowatych (Fagaceae Dumort.). Występuje naturalnie w południowo-zachodniej Kanadzie (w prowincji Kolumbia Brytyjska) oraz zachodnich Stanach Zjednoczonych (w stanie Waszyngton, Oregonie i Kalifornii). 

## Morfologia

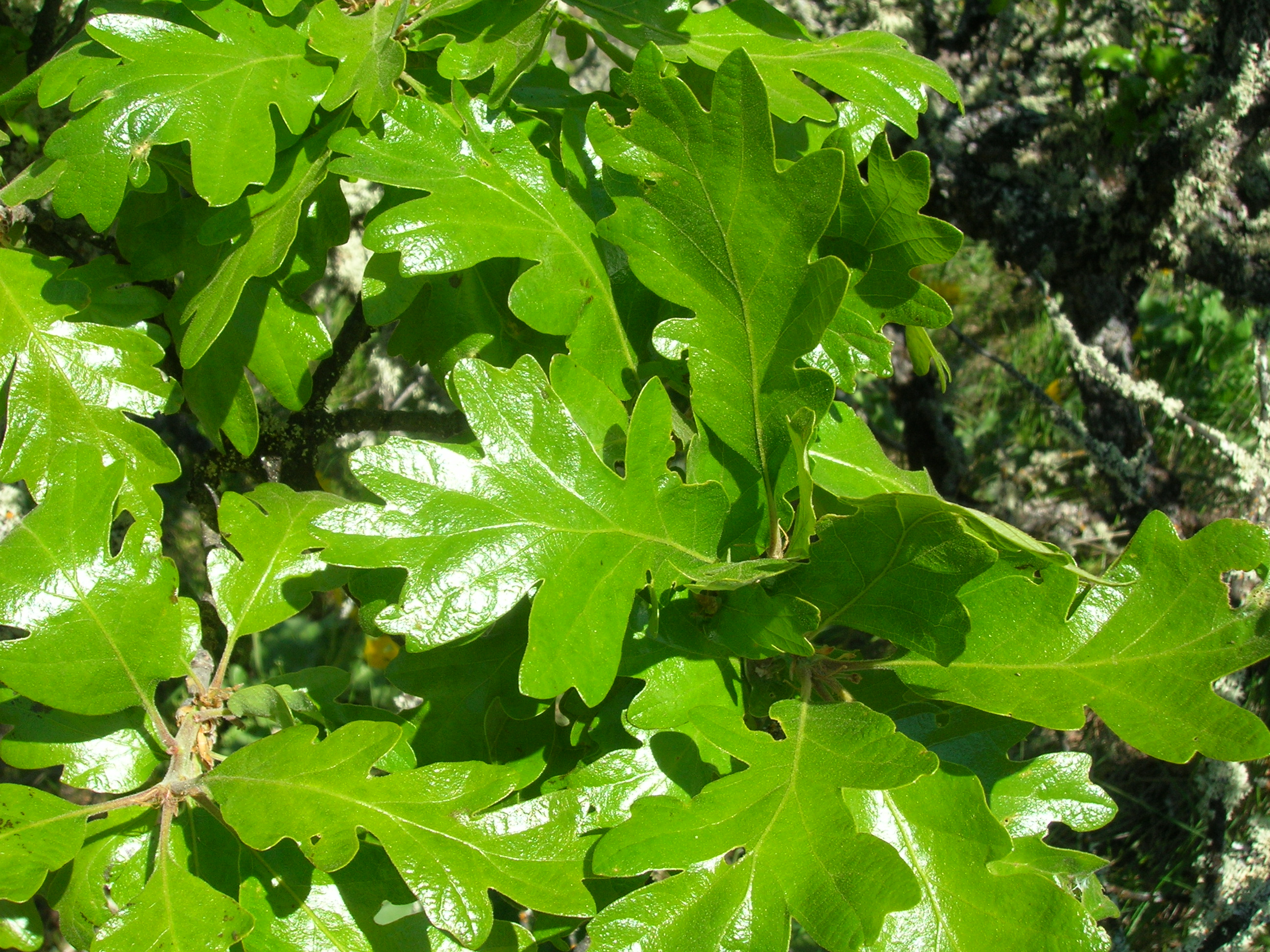
Liście

PokrójZrzucające liście drzewo lub krzew. Dorasta do 0,5–15 m wysokości. Kora jest łuszcząca się i ma szarą barwę.
LiścieBlaszka liściowa ma kształt od odwrotnie jajowatego do eliptycznego. Mierzy 2,5–12 cm długości oraz 1,5–8,5 cm szerokości, jest podługowato lub łyżeczkowato klapowana na brzegu, ma nasadę od zaokrąglonej do klinowej i zaokrąglony wierzchołek. Ogonek liściowy jest owłosiony i ma 4–10 mm długości.
OwoceOrzechy zwane żołędziami o kształcie od podługowatego do kulistego, dorastają do 25–30 mm długości i 14–20 mm średnicy. Osadzone są pojedynczo w miseczkach o półkulistym kształcie lub w formie kubka, które mierzą 4–10 mm długości i 12–22 mm średnicy. Orzechy otulone są w miseczkach do 35–50% ich długości.

## Biologia i ekologia
Rośnie w lasach mieszanych oraz lasach wiecznie zielonych. Występuje na wysokości do 800 m n.p.m.

## Zmienność
W obrębie tego gatunku wyróżniono dwie odmiany:
- Quercus garryana var. fruticosa (Engelm.) Govaerts
- Quercus garryana var. semota Jeps.